# Хаузепян, Эдгар
Эдгар Хаузепян (Хауспиан, Хаусепян англ. Edgar Housepian; 18 марта 1928, Нью-Йорк, США — 14 ноября 2014) —  американский учёный-нейрохирург, почётный профессор клинической нейрохирургии Колумбийского университета, доктор медицины (1953), пионер в развитии стереотаксической хирургии.    
Он разработал «клипсу Хауспиана» для лечения аневризм. Соучредитель Фонда армянской помощи (FAR).